# Kalverliefde (liefde)
Kalverliefde is een informele term waarbij voornamelijk kinderen en tieners liefdesgevoelens hebben of zich sterk aangetrokken voelen tot een andere persoon.
Deze vorm van liefde blijft behouden zolang die andere persoon in de nabijheid is en blijft. Indien die andere persoon langere tijd niet wordt gezien, verdwijnt de kalverliefde in tegenstelling tot echte liefde. In veel gevallen voelt het kind of de tiener zich aangetrokken tot iemand die hij op een of andere manier adoreert: een leraar/lerares, een muzikant, een acteur enz. Hierdoor hoeft er bij kalverliefde ook geen fysiek contact te zijn waardoor het gevoel al kan ontstaan door bijvoorbeeld het zien van een acteur of zanger in een film of muziekclip.